# Reid Jorgensen
Reid Jorgensen, Jr. (* 1942 oder 1943; † 24. April 2022) war ein US-amerikanischer Jazzmusiker (Schlagzeug, Perkussion), der in der Musikszene Bostons aktiv war.

## Leben und Wirken
Jorgensen war seit den 1960er-Jahren als Musiker, Musikpädagoge und Besitzer und Manager von Musikstudios in Boston und Duxbury tätig. Unterricht hatte er bei Mentoren wie Al Maglitta, Les Harris, Sr., Alan Dawson, Fred Budda, Lou Magnano und Arthur Press. Er trat mit vielen Musikern in der Gegend von Boston auf und nahm auch mit ihnen auf, darunter Sabby Lewis, Cab Calloway, Gunther Schuller, Arthur Fiedler, Ron Gill und Manny Williams, Herb Pomeroy, John Licata (John Licata and the Tenor Titans), das Aardvark Jazz Orchestra (als Timpanispieler bei  Psalms & Elegies, 1997), ProArte Chamber Orchestra, Fred Reynolds und The Good Time Jazz Band, die Bay State Syncopators und das David Whitney Orchestra. Des Weiteren arbeitete er auch mit Sinfonieorchestern, Kammerorchestern, in Supper Clubs und bei vielen privaten Veranstaltungen. Vor der COVID-19-Pandemie war er in seinen letzten Jahren Mitglied der Wellesley Town Band. Er wurde in Ruth Williams Buch „Faces of Jazz“ aufgenommen, das 2001 von der Boston Publishing Company, Inc. veröffentlicht wurde, und war Mitglied der Boston Musicians’ Association.
Als Pädagoge arbeitete Jorgensen in Massachusetts bei Workshops bis 2001 für das Programm Young Audiences. 1981 trat Reid als Fakultätsmitglied der Rivers Music School in Weston, dem heutigen Rivers School Conservatory, bei. Über 50 Jahre lang unterrichtete Reid sowohl Jazz- als auch klassische Musik. Er wurde 1984 Vorsitzender des Percussion Department in Rivers und war im Jahr 2000 Empfänger des Percussion Department Chair Fund. Von 1993 bis 2001 war er Mitglied der Percussion Faculty am Wellesley College. Im Jahr 2005 wurde Reid Kanzler des Rivers School Conservatory, bis er 2014 in den Ruhestand ging.  Von 1976 bis 1991 besaß und leitete Reid zudem das Studio 203 in Boston.